# Listă de personalități din Negrești-Oaș
Această pagină cuprinde o listă de personalități din  orașul Negrești-Oaș, ordonate cronologic.;
- Ioniță G. Andron (1917– 1989), artist fotograf, teolog greco-catolic și avocat din Țara Oașului.
- Maria Tripon (n. 14 iulie 1962 la Negrești-Oaș) - interpretă  a muzicii populare din Țara Oașului, profesoară, culegătoare de folclor și Președinte al Asociației Culturale Maria Tripon - Țara Oașului;